# Вэнга-Яха
Вэнга-Яха, Вэнгаяха (устар. Вэнга-Яха) — река в России, протекает в Пуровском районе Ямало-Ненецкого АО. Устье реки находится в 53 км по правому берегу реки Вынгапур. Длина реки составляет 164 км. Гидроним восходит к лесн. нен. Выңки дяха — «тундровая река».

## Притоки
(км от устья)
- 1 км: Томчаруяха (пр)
- 8 км: Неслутаяха (пр)
- 21 км: Неркаяха (пр)
- 26 км: Яраяха (пр)
- 34 км: Нюча-Хаслёта (пр)
- 39 км: Нгарка-Хаслёта (пр)
- 50 км: Пягунъяха (лв)
- 71 км: Кокойвичуяха
- 117 км: Паксяяха (лв)
- 144 км: Юмбъяха (лв)

## Данные водного реестра
По данным государственного водного реестра России относится к Нижнеобскому бассейновому округу, водохозяйственный участок реки — Пур. Речной бассейн реки — Пур.
Код объекта в государственном водном реестре — 15040000112115300056230.